# Brad Terry

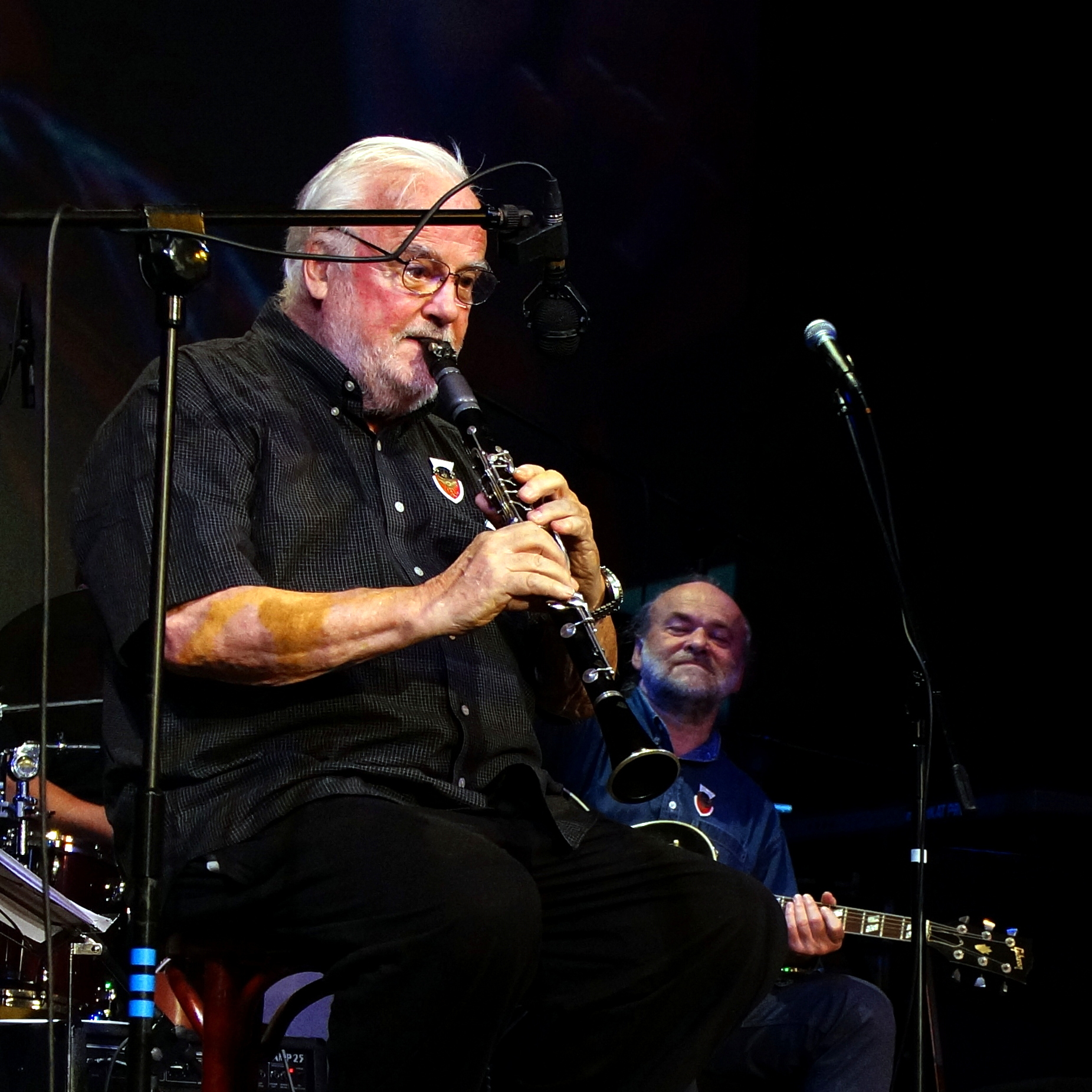

Brad Terry (ur. 1937) – amerykański klarnecista jazzowy, posiadający również umiejętność improwizowania jazzowego gwizdem, popularyzator jazzu, aktywnie uczestniczący w prowadzeniu warsztatów jazzowych dla młodych muzyków.

## Lata szkolne i młodzieńcze
Lata szkolne Terry’ego to pobyty w kolejnych internatach (rodzice stale podróżowali w interesach) i kłopoty z nauką. Za radą sąsiada, którym był Benny Goodman, trzynastoletniemu chłopcu, godzinami słuchającemu płyt, kupiono klarnet. Przy kupnie instrumentu, w ramach promocji, udzielono mu trzech darmowych lekcji gry. Na tych lekcjach zakończyła się jego oficjalna edukacja muzyczna, a zaczęła kariera. Terry jest samoukiem, gra ze słuchu, nie zna zapisu nutowego. Jest natomiast w stanie odtworzyć, nuta po nucie, ponad półtora tysiąca standardów jazzowych. Początkowo wiernie kopiujący Goodmana, przez lata uprawiania muzyki dopracował się własnego stylu gry na klarnecie (dźwięki jego instrumentu porównywane są często do brzmienia saksofonu tenorowego czy nawet fortepianu). Naukę zakończył na otrzymaniu świadectwa znanej prywatnej szkoły St. Pauls. 

## Początki, rezygnacja i powrót do muzycznej kariery
Około 1955 został członkiem zespołu jazzu tradycyjnego z Uniwersytetu Yale, który wtedy potrzebował klarnecisty. Był jednym z młodych muzyków biorących udział w Newport Jazz Festival w 1958, co zostało zarejestrowane na filmie „Jazz On A Summer's Day”. Jednak wobec znaczącego spadku zainteresowania jazzem (lata rock and rolla) i braku możliwości znalezienia pracy jako muzyk Brad Terry wrócił do Connecticut i zamieszkał w domu rodziców. Przez kilka lat zarabiał prowadząc szkolne autobusy, potem niewielką firmę zajmującą się drzewami. Występował jedynie okazjonalnie. Na 5 lat wyjechał do Riverdale, a później do szkoły w New Gloucester, w Maine. Przez cały ten okres muzyka nie była jego źródłem utrzymania.
W drugiej połowie lat 60. Terry na kilka lat wyjechał do Nowego Jorku. Grał z wieloma różnymi muzykami. W „Celebrity Club” grał wraz z zespołem Buddy’ego Tate’a. Razem ze współlokatorem, basistą Steve’em Swallowem oraz gitarzystą Samem Brownem tworzyli trio, w którym czasem skład się rozszerzał, czasem muzycy się zmieniali i w ten sposób partnerami Terry’ego bywali: gitarzysta Wayne Wright, perkusista Percy Brice, Ahmed Abdul-Malik, Ray McKinney. Grał też w zespole Roya Eldridge’a.
Około 1973 Terry wyjechał z Nowego Jorku i znalazł się w Maine. Wspólnie z perkusistą Steve’em Groverem prowadził zespół The Friends of Jazz. Od początku lat 80. razem z innymi muzykami był członkiem grupy (w jej skład wchodzili m.in. Steve Grover, kontrabasista John Hunter, saksofonista Charlie Jennison, pianiści Mark Perry i Chris Neville, trębacz Tim Sessions), która w ramach programu muzycznego dla uczniów szkół różnego stopnia (od podstawowego do uniwersyteckiego) koncertowała i prowadziła zajęcia muzyczne oraz letnie obozy jazzowe w Bath, Lewiston-Auburn i innych miejscowościach stanu Maine. W latach 1980–1982 Terry był jazzowym artystą rezydentem we Freeport Middle School.
W 1991 przyjechał do Polski, gdzie (w ramach zastępstwa) miał uczestniczyć w warsztatach jazzowych dla młodzieży i od tego czasu był w Polsce niemal rokrocznym gościem. Jak przyznał w jednym z wywiadów w 2005, rozważał nawet możliwość zamieszkania w Polsce na stałe. Od 1992 koncertował w duecie z polskim pianistą Joachimem Menclem (m.in. w Stanach Zjednoczonych, w Polsce, Rosji i w Niemczech). Nagrali wspólnie płyty: All About Spring (1994), Colorado (1997) i Live in Fort Andross (2009). Dwie płyty powstały również w wyniku współpracy klarnecisty z Jarosławem Śmietaną.
Terry zajmuje się stale nauczaniem i popularyzowaniem jazzu. Angażuje się w muzyczne zajęcia warsztatowe w wielu krajach – na przykład w Polsce (w Gorzowie) prowadził zajęcia w Małej Akademii Jazzu.
Grał z następującymi muzykami: Dizzy Gillespie, Doc Cheatham, Buck Clayton, Red Mitchell, Buddy Tate, Steve Swallow, Roy Eldridge, Eddie Thompson, John Basile, Steve Grover, Eddie Gomez, Tom Harrel, Buddy DeFranco, Roger Kellaway, Lenny Breau.
Dobrze znanym albumem z udziałem Brada Terry’ego są The Living Room Tapes (2 CD Art of Life AL1004-2), zawierające jego wcześniejsze nagrania z legendarnym gitarzystą kanadyjskim Lennym Breau. Na kilku nagraniach Terry prezentuje też swoją wirtuozerię w gwizdaniu. Wydano też DVD z udziałem duetu: Lenny Breau & Brad Terry Live at the Maine Festival (nagrania zarejestrowane podczas Maine Festival w Bowdoin College w Brunswicku, 2 sierpnia 1980).
Brad Terry mieszka w Bath, w stanie Maine.

## Dyskografia (niepełna)
- 1988 Lenny Breau & Brad Terry – The Living Room Tapes Vol. 1
- 1990 Lenny Breau & Brad Terry – The Living Room Tapes Vol. 2
- 1992 różni wykonawcy – Christmas in Maine (m.in. Brad Terry and The Friends of Jazz:– „God Rest Ye Merry Gentlemen”) Maine Broadcasting System
- 1993 Jarek Śmietana – Ballads and Other Songs, Starling 0004 (z udziałem Brada Terry’ego - klarnet)
- 1994 Brad Terry & Joachim Mencel – All About Spring (Gowi, reedycja z 2003: Art of Life)
- 1995 Lenny Breau & Brad Terry – Complete Living Room Tapes CD, Art of Life AL1004-2, 2 CD (reedycja nagrań z obu LP)
- 1996 Brad Terry Plays Gershwin, Starling 052, z Jarosławem Śmietaną
- 1997 Brad Terry Plays Ellington, Starling CD 169, z Jarosławem Śmietaną
- 1997 Brad Terry & Joachim Mencel Quartet – Colorado, Darbyterr 2
- 1998 The Steve Grover Quartet & Brad Terry – Remember, Invisible Music Records
- 2000 Triology & Brad Terry – Presence (Brad Terry: klarnet i produkcja)
- 2001 Abram Rosenthal – Snowstorm Demo,  Rosenblythe  (z udziałem Brada Terry’ego)
- 2004 William Galison & Madeleine Peyroux – Got You On My Mind  (z udziałem Brada Terry’ego)
- 2005 Lenny Breau – Mosaic (z udziałem Brada Terry’ego)
- 2009 Brad Terry & Joachim Mencel – Live in Fort Andross, Fonografika
- 2009 John Basile & Brad Terry – Duo,  Art of Life Records (nagrania z 1 stycznia 1991)
- 2009 Eddie Thompson & Brad Terry – Eddie and Me, Living Room

## DVD
- Lenny Breau & Brad Terry – Live at the Maine Festival (Art of Life AL1037-9 DVD)